# Golfe de Kula

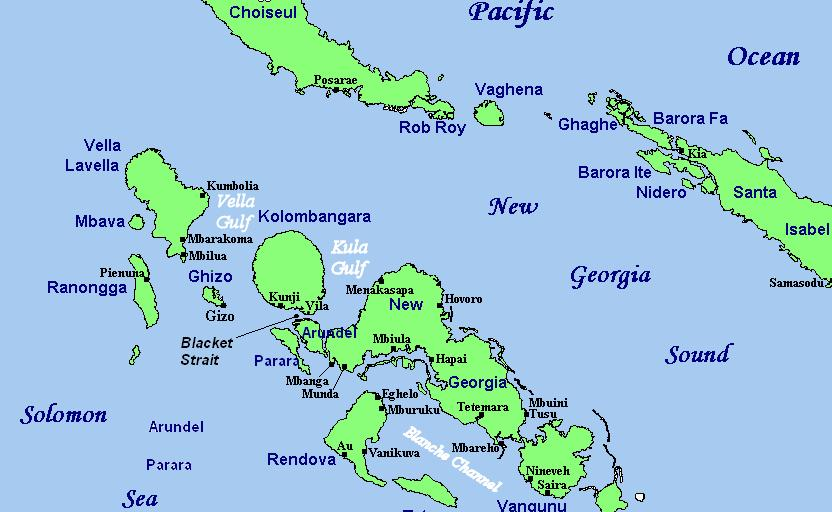
Le golfe de Kula sépare l'île de Kolombangara de la Nouvelle-Géorgie

Le golfe de Kula est une étendue d'eau située dans la province occidentale des Salomon, entre les îles de Kolombangara (au nord-ouest), de Nouvelle-Géorgie (au sud-est) et d'Arundel (au sud-ouest). Il relie le détroit de Nouvelle-Géorgie (au nord-est) à la mer des Salomon (au sud-ouest).